# توم بوروينكل
توم بوروينكل (بالإنجليزية: Tom Boerwinkle)‏ مواليد 23 أغسطس 1945 في كليفلاند - الوفاة 26 مارس 2013، كان لاعب كرة سلة أمريكي بدأ مسيرته الاحترافية في سنة 1968. تم اختياره من قبل فريق شيكاغو بولز خلال الدرافت وحمل الرقم 18. بلغ طوله 7 قدم 0 بوصة (2.1 م). اعتزل اللعب في 1978.

## روابط خارجية
- توم بوروينكل على موقع إن بي أي (الإنجليزية)
- توم بوروينكل على موقع سبورتس رفرنس (الإنجليزية)
- توم بوروينكل على موقع كلية كرة السلة في سبورتس رفرنس.كوم (الإنجليزية)
- توم بوروينكل على موقع ريلجم (الإنجليزية)
- توم بوروينكل على موقع بروبوليرز (الإنجليزية)